# Hans Christian Gram
Hans Christian Joachim Gram (13. rujna 1853. – 14. studenog 1938.) bio je danski bakteriolog i liječnik, koji je postao svjetski poznat zbog razvoja metode bojanja bakterija koja po njemu nosi naziv (Metoda bojanja po Gramu).
Gram je studirao botaniku na sveučilištu u Kopenhagenu. Na medicinski fakultet krenuo je 1878.g., a diplomirao je 1883.g. Godine 1884. razvio je svoju metodu razlikovanja bakterija. 
Godine 1891.g. postao je predavač na farmakologiji, a godinu dana kasnije i profesor farmakologije na sveučilištu u Kopenhagenu. Godine 1900. postao je profesor na medicini, ostavivši svoje mjesto na farmakologiji.